# Campeonato Mundial de Esqui Alpino de 1982
O Campeonato Mundial de Esqui Alpino de 1982 foi a vigésima sétima edição do evento, foi realizado em Schladming, Áustria, entre os dias 31 de janeiro a 7 de fevereiro de 1982.

## Resultados

### Masculino
| Evento                 | Ouro                                   | Prata                               | Bronze                               |
| ---------------------- | -------------------------------------- | ----------------------------------- | ------------------------------------ |
| Downhill (06.02)       | Harti Weirather · Áustria · 1:55,10    | Conradin Cathomen · Suíça · 1:55,58 | Erwin Resch · Áustria · 1:55,73      |
| Slalom (07.02)         | Ingemar Stenmark · Suécia · 1:48,48    | Bojan Križaj · Iugoslávia · 1:48,90 | Bengt Fjällberg · Suécia · 1:49,32   |
| Slalom gigante (03.02) | Steve Mahre · Estados Unidos · 2:38,80 | Ingemar Stenmark · Suécia · 2:39,31 | Boris Strel · Iugoslávia · 2:39,42   |
| Combinado (05.02)      | Michel Vion · França · 12,64 pts.      | Peter Lüscher · Suíça · 18,08 pts.  | Anton Steiner · Áustria · 20,48 pts. |

### Feminino
| Evento                 | Ouro                              | Prata                                      | Bronze                                        |
| ---------------------- | --------------------------------- | ------------------------------------------ | --------------------------------------------- |
| Downhill (05.02)       | Gerry Sorensen · Canadá · 1:37,47 | Cindy Nelson · Estados Unidos · 1:37,88    | Laurie Graham · Canadá · 1:37,91              |
| Slalom (05.02)         | Erika Hess · Suíça · 1:41,60      | Christin Cooper · Estados Unidos · 1:41,93 | Daniela Zini · Itália · 1:41,96               |
| Slalom gigante (02.02) | Erika Hess · Suíça · 2:37,17      | Christin Cooper · Estados Unidos · 2:37,95 | Ursula Konzett · Liechtenstein · 2:38,03      |
| Combinado (31.01)      | Erika Hess · Suíça · 8,99 pts.    | Perrine Pelen · França · 17,95 pts.        | Christin Cooper · Estados Unidos · 20,96 pts. |

## Quadro de medalhas
| Ordem | País           | Medalha de ouro | Medalha de prata | Medalha de bronze | Total |
| ----- | -------------- | --------------- | ---------------- | ----------------- | ----- |
| 1     | Suíça          | 3               | 2                | 0                 | 5     |
| 2     | Estados Unidos | 1               | 3                | 1                 | 5     |
| 3     | Suécia         | 1               | 1                | 1                 | 3     |
| 4     | França         | 1               | 1                | 0                 | 2     |
| 5     | Áustria        | 1               | 0                | 2                 | 3     |
| 6     | Canadá         | 1               | 0                | 1                 | 2     |
| 7     | Iugoslávia     | 0               | 1                | 1                 | 2     |
| 8     | Itália         | 0               | 0                | 1                 | 1     |
|       | Liechtenstein  | 0               | 0                | 1                 | 1     |
|       | TOTAL          | 8               | 8                | 8                 | 24    |